# Mount Mellenthin
Mount Mellenthin – szczyt w USA, w południowo-wschodniej części stanu Utah, położony 31 km na wschód od miasta Moab, w hrabstwie San Juan, w górach La Sal Mountains. Jest drugim co do wysokości szczytem (po Mount Peale) w górach La Sal Mountains, lecz dopiero 49 szczytem pod względem wysokości w stanie Utah. 